# 喜劇 一発勝負
『喜劇 一発勝負』は、1967年に日本で公開された映画。

## あらすじ
山田洋次監督が宮崎晃と共同脚本で手掛けたコメディ作品。八代続いた旅館の長男・孝吉が一生一大の仕事を手がける。何をやっても桁はずれの豪快男が大騒動を巻き起こす。出演はハナ肇、倍賞千恵子、加東大介ほか。
関東のある小都市に八代続いた旅館二宮荘があった。この家の長男孝吉は、名前に似ぬ親不孝者で、女を囲い、父の忠と大喧嘩して家をとび出した。その後、水商売の女が二宮家に来て、マリ子という子供を置いていったが、マリ子は孝吉の子供だった。それから十数年、孝吉がひょっこり戻ってきた。ちょうど、母礼子の一周忌の日で、父や妹の信子の驚きをしり目に、孝吉は立派な身なりで得意気だった。その夜、孝吉は父の友だちの石丸医師と酒を汲み交し、「男子一生の仕事をこの町でやる」と宣言したが、丼鉢の酒を一気に飲んで倒れてしまった。翌日、二宮家で孝吉の葬儀が営まれた。ところが、参列者が悲しみにくれた顔で集った時、棺の中から孝吉が仁王立ち。生き返った孝吉のことは、テレビに取り上げられるほど有名になった。やがて孝吉は、会社を設立し、鉱山技師山口、青田、赤山らと温泉のボーリングに乗り出した。忠は孝吉が家の庭のド真中や、先祖代々の墓地にボーリングすると聞いて大ムクレで、ついに二度目の勘当を言い渡した。そんなこともあって、孝吉の計画は思い通りには運ばず、破産一歩手前に来ていた。その時、ボーリング現場のパイプから良質の温泉が噴き出したのだ。孝吉はたちまち町の成功者になった。それから三年後、忠の苦々しい顔とは反対に、孝吉はヘルスセンターの経営に乗り出し、着々と事業を発展させていた。ある日、マリ子がヘルスセンターに出演しているバンドマンと東京へ出たいと言い出した。はじめは賛成していた孝吉は、妹だと思っていたマリ子が自分の実の娘だと聞かされて驚き、反対派に回った。しかしマリ子は反対を押し切って東京に出て行った。思わず「親不孝者！」と怒鳴る孝吉に、忠は「ざまあ見ろ」とこ気味よさそうに笑うのだった。

## スタッフ
- 監督：山田洋次
- 脚本：山田洋次　宮崎晃
- 製作：脇田茂
- 撮影：高羽哲夫
- 美術：佐藤公信
- 音楽：山本直純
- 照明：青木好文
- 編集：石井厳
- 録音：小尾幸魚
- 調音：松本隆司
- 監督助手：大嶺俊順
- 装置：中村文吾
- 進行：萩原辰雄
- 製作主任：沼尾鈞
- 現像：東洋現像所
- 協力：東京サマーランド
- 協賛：栃木市小山市
- 映倫：１５００７

（スタッフ本編クレジット表記順）

## キャスト
- ハナ肇
- 倍賞千恵子
- 谷啓
- 犬塚弘
- 桜井センリ
- 石井均
- 三井弘次
- 左とん平
- 北林谷栄
- 北竜二
- 小笠原章二郎
- 立原博
- 露原千草
- 水科慶子
- 瞳ひかる
- 山本幸栄
- 小田草之介
- 北竜介
- 土紀養児
- 土田桂司
- 高杉和宏
- 加登秀樹
- 園田健児
- 水木涼子
- 谷よしの
- 後藤泰子
- 戸川美子
- 秩父晴子
- 出口玉枝
- 西村和代
- 和田蓉子
- 泉真喜
- 山岡襄
- 高見孝三郎
- 市山達巳
- 水野皓作
- 中嶋玲子
- 松本恵美子（ひまわり）
- 堺正章
- 井上順（ザ･スパイダース）
- ナレーター：三島雅夫
- 加東大介（東宝）

（本編クレジット表記順）